# Sveriges bästa (TV-program)
Sveriges bästa är ett svenskt underhållningsprogram på TV4. Programmet hade premiär i mars 2016 med David Hellenius som programledare. Programmet återkom med en andra säsong mars 2018 och en tredje säsong augusti 2019, men då med Gry Forssell som programledare.
Programmet är en kombination av en talkshow och ett nostalgiprogram med mycket arkivklipp. Idén grundar sig i att utse Sveriges bästa film eller kanske Sveriges bästa sportögonblick, för att sedan kunna bjuda in relevanta gäster. I varje avsnitt koras ett nytt "Sveriges bästa".

## Säsonger

### Säsong 1
Sveriges bästa film
Sveriges bästa komiker
Sveriges bästa artist
Sveriges bästa sportögonblick

### Säsong 2
Sveriges bästa sketch Gäster: Daniel och Emil Norberg, Gunwer Bergkvist, Anders Jansson, Eva Westerling, Sven Melander och Robert Gustafsson.
Sveriges bästa musikögonblick Gäster: Tommy Körberg, Carola Häggkvist, Lotta Engberg, Arja Saijonmaa, Elisabeth Andreassen, Kee Marcello, Tone Norum och Titti Sjöblom. 
Sveriges bästa intervju Gäster: Stina Dabrowskij, Malou Von Siwers, Johan Hallberg, Leif GW Persson och Elin ”Grynet” Ek. 
Sveriges bästa realitystjärna Gäster: Meral Tasbas, Martin Melin, Maria Montazami och Samir Badran.
Sveriges bästa blåsning Gäster: Bosse Parnevik, Dominika Peczynski, Peter Settman, Fredde Granberg, Ronny Svensson och Kalle Lind. 
Sveriges bästa reklam Gäster: Måns Herngren, Hans Mosesson, Joanna Eriksson, Magnus Skogsberg Tear, Mats Melin, Dominik Henzel, Johann Neumann samt Pernilla Parszyk och Carina Perenkranz.
Sveriges bästa känslostorm Gäster: Kishti Tomita, Lasse Granqvist, Janne Josefsson, Conny Andersson, Elisabeth Tarras-Wahlberg och Mark Levengood. 
Sveriges bästa humorkaraktär Gäster: Anna Blomberg, Maria Lundqvist och Henrik Dorsin

### Säsong 3
Sveriges bästa underhållningsprogram Gäster: Gert Fylking, Kishti Tomita, Anders Bagge, Siw Malmkvist, Lasse Berghagen, Sanna Nielsen, Björn Hellberg, Kristian Luuk och Fredrik Lindström.
Sveriges bästa sommarplåga Gäster: Viktor Frisk, Eric Amarillo, Angel, Panetoz och Gyllene Tider
Sveriges bästa komediserie Gäster: Måns Herngren, Felix Herngren, Johan Ulveson, Sussie Eriksson, Lennart Jähkel, Olle Sarri, Allan Svensson, Claes Eriksson, Anders Eriksson, Kerstin Granlund och Jan Rippe.
Sveriges bästa blooper Gäster: Anders Kraft, Jonas Wahlström, Göran Åhgren, Eva Nazemson, Bertil Svensson, Staffan Dopping och Jenny Strömstedt.
Sveriges Bästa barnprogram Gäster: Rickard Olsson, Bert Åke Varg, Birgitta Andersson, Lasse Åberg, Klasse Möllberg, Jörgen Lantz, Eva Funck och Bengt Linné.